# Laestadianesimo

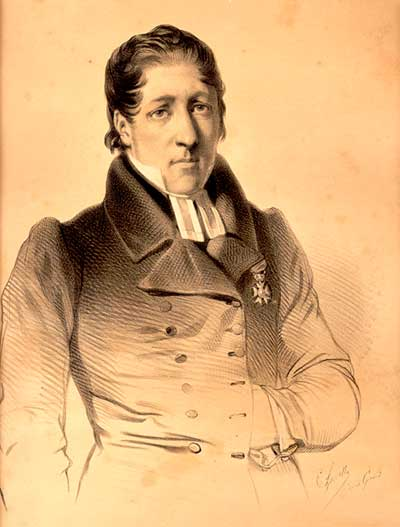
Lars Levi Læstadius, fondatore del movimento

Il laestadianesimo è un movimento luterano nato nella metà del XIX secolo, fortemente influenzato dal pietismo e dal moravianesimo. È il più imponente movimento revivalista dei Paesi nordici. Il fondatore del movimento fu Lars Levi Læstadius, pastore luterano e botanico svedese.
Sono presenti anche in nord America, Russia ed Europa centrale, in alcuni paesi africani e complessivamente in 23 paesi nel mondo. La comunità ammonta a circa 200'000 fedeli. 
Divisi originariamente in 19 branche, quelle attualmente attive sono 15, delle quali 3 sono le più importanti e attive: il laestadianesimo conservatore, corrispondente alla chiesa luterana Laestadiana, i Firstborn Laestadianism attivi in nord America e Rauhan Sana conosciuti come Apostolic Lutheran Church of America. Queste 3 branche comprendono circa il 90% di tutto il movimento del laestadianesimo.